# Lijst van rivieren in Turkije
Dit is een lijst van rivieren in Turkije. De rivieren in deze lijst zijn geordend naar drainagebekken (Zwarte Zee, Bosporus, Zee van Marmara, Dardanellen, Egeïsche Zee, Middellandse Zee, Perzische Golf, Kaspische Zee en verschillende endoreïsche bekkens) en de opeenvolgende zijrivieren zijn ingesprongen weergegeven onder de naam van elke hoofdrivier.

Kaart van Turkije.

## Zwarte Zee

### Anatolische deel
- Sakarya (Sangarios[1], Xerabates[1])
  - Porsuk Çayı (Tembris[2], Tembrogius[2], Thymbres, Thymber)
    - Dereboğazı Çayı[3] (Felet Çayı[4])
    - Sarısu Çayı

  - Sorgun Çayı
    - Söğüt Çayı

  - Seydi Çayı[5] (Harami Çayı[6])
    - Sarısu Deresi
      - Çayırlık Çayı

    - Yönek Çayı

  - Ankara Çayı
    - Çubuk Çayı
    - Hatip Çayı
      - Bayındır Çayı

  - Kirmir Çayı
    - Bulak Çayı[7] (Berçin Çayı[8], Öz Çayı[9])
      - Bayındır Çayı

    - İlhan Çayı
- Yeşilırmak (Iris)
  - Çekerek Irmağı (Scylax)
    - Çorum Çayı
      - Ilgınözü Deresi
      - Suludere (Büyüksöğütözü Deresi, Büyüköz Çayı)

  - Boztepe Çayı[10] (Kurucuk Çayı[11])
  - Kelkit Çayı (Lycos van Pont[12])
    - Çobanlı Çayı[13]
    - Koşmasat Çayı
    - Çömlecik Deresi
- Kızılırmak (Halys)
  - Mısmıl Çayı
  - Damsa Çayı
  - Derinöz Çayı
  - Delice Irmağı (Delice Çayı, Cappadox)
    - Kılıçözü Çayı
      - Manahözü Deresi

    - Karasu Çayı
      - Kozanözü Çayı (Boğazlıyan Çayı, Büyüköz Deresi)

    - Kanak Çayı[14] (Konakçay[15], Konakdere[16])

  - Acısu Deresi
    - Maksutlu Deresi
    - Kanak Deresi
      - Çaylak Deresi

  - Körpeli Deresi[17] (Körpeli Boğaz Deresi[18])
  - Üskülüp[19] of Osogülüc[20] (Üskülüp Çayı)
  - Gökırmak
    - Daday Çayı
      - Şadibey
- Gülüç Çayı (Aydınlar Çayı[21], Kızlar Çayı[22])
- Devrekani Çayı
  - İncesu Deresi (Örcünler Deresi)
- Büyük Melen (Küçük Melen stroomopwaarts van de Hasanlardam)
- Çoruh (Tchorokhi, Acampsis) ( GEO)
  - Matchakhlistskali ( GEO)
  - Oltu Çayı
    - Tortum Çayı
- Ulutan Çayı
- Terme Çayı (Thermodon)
- Bartın Çayı (Parthénius)
- Yenice Irmağı (Filyos Çayı, Billi)
  - Devrek Çayı (Bolu Çayı, Kocasu Çayı)
  - Soğanlı Çayı
  - Araç Çayı

## Bosporus

### Europese oever
- Alibey Deresi
- Kağıthane Deresi

## Zee van Marmara

### Europese oever (Thracië)
- Kınık Deresi

### Anatolische oever
- Nilüfer Çayı (Rhyndacos)
  - Simav Çayı[23] (Susurluk Çayı[24], Macestos[25])
- Biga Çayı (Kocabaş Çayı, Granique)
  - Can Deresi
- Kirazdere
- Gönen Çayı

## Dardanellen

### Europese oever
- Aigos Potamos
- Tayfur Çayı

### Anatolische oever
- Çanakkale Çayı (Sarıçay[26])

## Egeïsche Zee

### Europese deel (Thracië)
- Meriç (Maritsa/Évros) ( BUL,  GRE)
  - Karaidemir[27] (Poğaça Deresi[28], Hayrabolu Deresi[29])
  - Toendzja ( BUL)
  - Ardas (Arda) ( BUL,  GRE)
    - Krumovitsa

  - Ergene Nehri
- Veleka

### Anatolische deel
- Gediz (Hermos)
  - Alaşehir Çayı
    - Derbent Deresi
    - Derbent Çayı

  - Sart Çayı (Pactole, Chrysorrhoas, Bagoulet)
  - Banaz Çayı
  - Koca Çayı
  - Bağ Deresi
- Küçük Menderes Nehri (Caystre, Kleine Meander)
- Büyük Menderes Nehri (Meander, Grote Meander)
  - Çürüksu Çayı (Lycos)
  - Akçay
  - Çine Çayı
    - Madran Çayı
- Bakırçay (Caïque)
  - Kestel Çayı (Kestel Deresi, Ilıca Deresi[30])
- Güzelhisar Çayı
- Eşen Çayı (Koca Çayı, Seki Çayı, Xanthe)
- Madra Çayı (Kozak Çayı[31])
- Sarıçay
- Yassıçay

## Middellandse Zee
- Aksu Çayı
- Asi Nehri (Orontes, Draco, Typhon, Axius) ( LIB,  SYR)
  - Beyazçay
- Ceyhan Nehri (Pyrame), gevormd door de samenvloeiing van de rivieren Hurman Çayı en Göksun Çayı
  - Aksu Nehri
  - Deliçay
    - Sünbaş Çayı
      - Kesiksuyu

    - Kilgen
- Göksu Nehri (Salef, Calycadnus[32])
- Manavgat Nehri (Manavgat Irmağı, Mélas[33])
- Seyhan Nehri (Saros), gevormd door de samenvloeiing van de rivieren Zamantı Irmağı en Göksu
  - Üçürge Deresi
- Tarsus Çayı (Berdan Çayı, Cydnus)
- Köprüçay (Eurymédon)
  - Sorgun Deresi[34] (Aksu Çayı[35])
- Dalaman Çayı

## Perzische Golf
- Fırat Nehri (Eufraat) ( SYR,  IRQ), gevormd door de samenvloeiing van de rivieren Karasu en Murat Nehri
- Murat Nehri (Murat Su, Arsanias, Aratsani)
  - Gayt Çayı
  - Karakaya Deresi
    - Gevi Çayı
- Karasu (Téléboas)
  - Serçeme Çayı (Baş Çayı)
  - Buğur Çayı[36] (Beamberi Deresi[37]) ( SYR)
  - Cip Çayı
  - Gönye Çayı
  - Göksu Çayı
  - Çaltı Çayı
    - Hikme Çayı[38] (Nih Çayı[39])

  - Habur (Khabur, Nahr al-Khābūr) ( SYR)
  - Tohma
    - Sultansuyu
      - Polat Çayı[40] (Fındık Çayı[41])

  - Peri Çayı (Peri Suyu Çayı)
- Dicle Nehri (Tigris) ( IRQ)
  - Habur Çayı (Kleine Khabur, Nahr al-Khābūr) ( IRQ)
  - Batman Çayı
  - Zap Suyu (Grote Zab, Lycos) ( IRQ)

## Kaspische Zee
- Aras Nehri (Aras) ( ARM,  AZE,  IRI)
  - Arpaçay (Akhourian) ( ARM)
- Kura ( GEO,  AZE)

## Endoreïsche bekkens

### Eğirdirmeer
Hoyranmeer
- Pupa Çayı

### Burdurmeer
- Eren Çayı
  - Bademli Çayı

### Vanmeer
- Hoşap Çayı
- Karasu Cayı

### Ebermeer
- Akar Çayı
  - Kali Çayı
  - Seyitler Deresi[42] (Kuruçay[43])

### Tuzmeer
- Uluırmak (Ulu ırmak, Melendiz Çayı)

### Konyabekken
- Çarşamba Çayı
- May Çayı
- Sille Çayı
- İvriz Çayı, mondt uit op de vlakte ten noorden van Ereğli

### Overigen
- Çayboğazı Çayı, mondt uit in het Avlanmeer in het district Elmalı.
- Deliçay, mondt uit op het plateau ten noord-westen van de stad Karaman
- Korkuteli Çayı, mondt uit op het plateau ten noordoosten van de stad Korkuteli
- Suludere[44] (Karanlık Çayı[45]), mondt uit op de vlakte van Konaklı (Konaklı Ovası) in het district en provincie Niğde
- Tabakhane Çayı[46] (Uzandı Deresi[47], Zondi Deresi[48]), stroomt door de stad Niğde, en mondt uit ten zuidwesten van Bor